# 179.ª Brigada Mixta (Ejército Popular de la República)
La 179.ª Brigada Mixta fue una unidad del Ejército Popular de la República que combatió durante Guerra civil española. La unidad fue organizada con batallones del Cuerpo de Carabineros.

## Historial de operaciones

### Formación
La 179.ª Brigada Mixta se organizó el 19 de abril de 1938 en el frente de Lérida, con los batallones 26.º, 40.º y 41.º del Cuerpo de Carabineros, a los que posteriormente se les agregó el 51.º.  Inicialmente se denominó Brigada «P» y quedó integrada en la División «Bellvís» (también denominada División «C» o «División Mixta») que, finalmente, fue denominada 56.ª. La brigada tomó el número de una antigua unidad de choque que había existido durante la campaña en el Norte y que había sido destruida durante la Batalla de Santander. Su primer jefe fue el teniente coronel de Carabineros José Vila Cuenca, mientras que el jefe de Estado Mayor fue el Capitán de Carabineros Enrique Beser Jordán.

### Frente del Segre
El mando de Vilá fue breve, pues el 14 de julio fue relevado por el Mayor de milicias Evaristo Expósito Urruchúa. También hubo cambios en la jefatura de Estado Mayor, que fue asumida por Ángel Martínez Ezquerro,procedente del Cuerpo de Carabineros.
El 9 de agosto la brigada pasó el Segre por Villanueva de la Barca, en el segundo intento del Ejército republicano de establecer una cabeza de puente en este lugar, y el resultado fue aún peor que en la primera tentativa. A pesar de recibir la ayuda de 17 tanques, la 179.ª junto a la 3.ª y la 145.ª (todas encuadradas en la 56.ª División) no pudieron profundizar su ataque y quedaron cercadas en un espacio mínimo. Las fuerzas franquistas volvieron a abrir las compuertas del pantano de Camarasa y la retirada, al día siguiente, se tuvo que realizar en unas condiciones muy complicadas, quedando varios tanques sepultados en el lecho del río y sufriendo la 179.ª BM importantes bajas. Después de esta operación el jefe de Estado Mayor fue sustituido por el capitán de Carabineros Antonio Ferrer Fernández. La Brigada pasó luego a la cabeza de puente de Serós, donde participó en todos los combates que en ella tuvieron lugar.

### Campaña de Cataluña
Seguía en sus posiciones de Serós cuando los franquistas lanzaron su ofensiva sobre Cataluña el 23 de diciembre de 1938. Los hombres de la Brigada, en el momento del ataque, se vieron abandonados inicialmente por sus oficiales, pero aunque la brigada mantuvo sus posiciones, le fue imposible resistir el empuje adversario, replegándose hacia Mayals y Llardecans. De resultas de su comportamiento en este combate, fue depuesto su jefe, el mayor Expósito, y sustituido por su el Teniente coronel de Carabineros Alfonso Martínez Alarcón. Desde Sierra Grossa, donde la 179.ª Brigada Mixta volvió a sufrir un serio revés, la retirada hacia la frontera francesa se hizo sin combatir.

## Mandos de la Brigada
Comandantes en jefe
- Teniente coronel de carabineros José Vila Cuenca, primer comandante y por corto tiempo.
- Mayor de Milicias Evaristo Expósito Urruchúa, al mando desde el 14 de julio de 1938.
- Teniente coronel de Carabineros Alfonso Martínez Alarcón, en sustitución del anterior desde finales de diciembre de 1938.[1]

Jefes de Estado Mayor
- Capitán de Carabineros Enrique Beser Jordán, hasta el 14 de julio de 1938.
- Teniente de Carabineros Ángel Martínez Ezquerro, en el cargo hasta que asume la Jefatura de Estado Mayor de la 56.ª División.[1]
- Capitán de Carabineros Antonio Ferrer Fernández, en el cargo hasta el final de la guerra.